# KDX不動産投資法人
KDX不動産投資法人（ケイディーエックスふどうさん-）は、東京都千代田区に本部を置く投資法人。東証上場（J-REIT）。

## 概要
ケネディクスがスポンサーのJ-REITであり、資産運用会社はケネディクス100%出資の「ケネディクス不動産投資顧問株式会社」である。
2005年の設立・上場当初は総合型REITであったが、2006年12月に東京経済圏の中規模オフィスビルを中心に投資するオフィスビル特化型REITに転換した。2020年11月2日現在で資産規模4,414億円、物件数97物件であった。
2023年11月に同じくケネディクスがスポンサーの上場REIT2法人を吸収合併、KDX不動産投資法人に商号変更し、再び総合型REITとなった。これにより、資産規模1兆1,540億円（J-REIT3位）、物件数350物件（J-REIT1位）となり、株価指数「MSCI Global Standard Indexes」に組み入れられた。

## 沿革
- 2005年（平成17年）
  - 5月6日 - ケネディクス不動産投資法人として設立。
  - 7月21日 - 東証に上場。
- 2014年（平成26年）2月3日 - ケネディクス・オフィス投資法人に商号変更[7]。
- 2023年（令和5年）11月1日 - ケネディクス・レジデンシャル・ネクスト投資法人及びケネディクス商業リート投資法人を吸収合併し、KDX不動産投資法人に商号変更[8][9]。

## ポートフォリオ
保有物件数350物件、取得価格合計1兆1,540億円（2023年11月1日）。オフィスビル、居住用施設、商業施設、物流施設、宿泊施設、ヘルスケア施設を保有する。
主な物件
- KDX横浜みなとみらいタワー（旧称：三菱重工横浜ビル）
- イーアス春日井
- 千里ライフサイエンスセンタービル
- キテラタウン調布
- ブルメール舞多聞